# Маркусь Віктор Васильович
Маркусь Віктор Васильович (5 серпня 1970 — 18 лютого 2015) — сержант Збройних сил України.

## Життєвий шлях
Номер обслуги, 128-ма окрема гірсько-піхотна бригада.
18 лютого 2015-го зник безвісти під час відходу з Дебальцевого — автомобіль ЗІЛ, в якому їхали військики, підбили терористи в районі Логвинове — Луганське біля річки Луганка.
Упізнаний серед загиблих. Похований 13 березня 2015-го в селі Вербовець, Виноградівський район.
Без Віктора лишились дружина та 3 дочок.

## Нагороди
За особисту мужність і героїзм, виявлені у захисті державного суверенітету та територіальної цілісності України, вірність військовій присязі під час російсько-української війни, відзначений — нагороджений
- орденом «За мужність» III ступеня (посмертно)